# Viktor Lőrincz
Viktor Lőrincz (ur. 28 kwietnia 1990) – węgierski zapaśnik walczący w stylu klasycznym. Srebrny medalista olimpijski z Tokio 2020 w kategorii 87 kg. Piąty w Rio de Janeiro 2016 w kategorii 85 kg.
Srebrny medalista na mistrzostwach świata w 2019 i brązowy w 2013 i 2014. Mistrz Europy w 2017; drugi w 2020, a trzeci w 2012. Trzeci na igrzyskach europejskich w 2019. Triumfator igrzysk wojskowych w 2019. Czwarty w Pucharze Świata w 2014 i siódmy w 2013. Mistrz Europy juniorów w 2010 roku.
Jego brat Tamás Lőrincz jest również zapaśnikiem,  wicemistrzem olimpijskim z Londynu 2012.
- Turniej w Rio de Janeiro 2016

Wygrał z Maksimem Manukianem z Armenii i Ravinderem Khatrim z Indii, a  przegrał z Rosjaninem Dawitem Czakwetadze i w pojedynku o brązowy medal z Denisem Kudlą z Niemiec.
Mistrz Węgier w 2014, 2015, 2016, 2017 i 2018 roku.